# Liste du patrimoine mondial en péril

Localisation du patrimoine mondial en péril (plus la couleur est foncée plus il y a de sites en péril).

La Convention du patrimoine national, menée par l'Organisation des Nations unies pour l’éducation, la science et la culture (UNESCO) désigne, en 1972, tous les sites du patrimoine mondial. D'après l'article 11.4 de la convention, l'UNESCO, ainsi que le Comité du patrimoine mondial, peuvent citer chaque lieu dans lequel des opérations majeures doivent être effectuées sur une Liste du patrimoine mondial en péril. Cette liste a été conçue pour informer la communauté internationale des conditions menaçant les caractéristiques mêmes qui ont permis l'inscription d'un bien et pour encourager des mesures correctives.

## Sites actuellement listés
Les sites ci-dessous sont triés par date de première inscription sur la liste du patrimoine mondial en péril. La section « en danger » indique la date d'inscription sur la liste. Un fond bleu clair indique un site partagé par plusieurs États.
| Nom                                                                                               | Image                                                                                         | Lieu | Critère                                 | Superficie ha (hectare) | Date (PM) | En danger        | Raison | Sources     |
| ------------------------------------------------------------------------------------------------- | --------------------------------------------------------------------------------------------- | --- | --------------------------------------- | ----------------------- | --------- | ---------------- | --- | ----------- |
| Vieille ville de Jérusalem et ses remparts                                                        |                                                                                               | District de Jérusalem (aucune nation nommée par l'UNESCO) 31° 46′ 36″ N, 35° 14′ 03″ E                            | Culturel : (ii), (iii), (vi)            | 0                       | 1981      | 1982             | Urbanisation incontrôlable, détérioration générale de l'état de conservation en raison du tourisme et du manque de maintenance. | ,           |
| Parc national de la Garamba                                                                       |                                                                                               | Orientale, République démocratique du Congo 4° 00′ N, 29° 15′ E                                                   | Naturel : (vii), (x)                    | 500 000                 | 1980      | 1984-92 1996-    | Extinction progressive de la population du rhinocéros blanc (1984). Aucune mesure de prise par les autorités (1996). | [ 8 ] [ 9 ] |
| Zone archéologique de Chan Chan                                                                   | Ruins of former buildings in a desert setting consisting of low walls with a fishnet pattern. | La Libertad, Pérou 8° 06′ 40″ S, 79° 04′ 30″ O                                                                    | Culturel : (i), (iii)                   | 600                     | 1986      | 1986             | Érosion naturelle. | ,           |
| Tombouctou                                                                                        |                                                                                               | Région de Tombouctou, Mali 16° 46′ 24″ N, 2° 59′ 58″ O                                                            | Culturel (ii), (iii), (iv)              |                         | 1988      | 1990-2005 2012-  | Dégradations liées à un conflit armé. | [ 12 ]      |
| Réserves naturelles de l'Aïr et du Ténéré                                                         |                                                                                               | Arlit, Niger 18° 17′ N, 8° 00′ E                                                                                  | Naturel : (vii), (ix), (x)              | 7 736 000               | 1991      | 1992             | Conflits militaires et civils ce qui cause la réduction de la vie sauvage et la dégradation de l'environnement. | ,           |
| Réserve naturelle intégrale du Mont Nimba                                                         | Chimpanzé dans un arbre.                                                                      | Préfecture de Lola, Côte d'Ivoire Guinée 7° 36′ N, 8° 23′ O                                                       | Naturel : (ix), (x)                     | 18 000                  | 1981      | 1992             | Exploitation minière, réfugiés | ,           |
| Parc national des Virunga                                                                         |                                                                                               | Nord-kivu et Orientale, République démocratique du Congo 0° 55′ N, 29° 10′ E                                      | Naturel : (vii), (viii), (x)            | 800 000                 | 1979      | 1994             | Déforestation et détérioration. | ,           |
| Parc national de Kahuzi-Biega                                                                     |                                                                                               | Sud-kivu et Maniema, République démocratique du Congo 2° 30′ S, 28° 45′ E                                         | Naturel : (x)                           | 600 000                 | 1980      | 1997             | Déforestation, chasses et braconnages. | ,           |
| Parc national du Manovo-Gounda St. Floris                                                         |                                                                                               | Bamingui-Bangoran, République centrafricaine 9° 00′ N, 21° 30′ E                                                  | Naturel : (ix), (x)                     | 1 740 000               | 1988      | 1997             | Détériorations illégales. | ,           |
| Réserve de faune à okapis                                                                         |                                                                                               | Orientale, République démocratique du Congo 2° 00′ N, 28° 30′ E                                                   | Naturel : (x)                           | 1 372 625               | 1996      | 1997             | Conflits armés ; massacre d'éléphants. | ,           |
| Ville historique de Zabid                                                                         |                                                                                               | Al-Hodeïda, Yémen 14° 12′ N, 43° 19′ E                                                                            | Culturel : (ii), (iv), (vi)             | 0                       | 1993      | 2000             | Détérioration du site | ,           |
| Minaret et vestiges archéologiques de Djam                                                        |                                                                                               | Ghor, Afghanistan 34° 23′ 48″ N, 64° 30′ 58″ E                                                                    | Culturel : (ii), (iii), (iv)            | 70                      | 2002      | 2002             | Manque de protection légale et de mesures ; faible état du site. | ,           |
| Assour (Qal'at Sherqat)                                                                           |                                                                                               | Salah ad Din, Irak 35° 27′ 24″ N, 43° 15′ 45″ E                                                                   | Culturel : (iii), (iv)                  | 70                      | 2003      | 2003             | Manque de protection adéquate. | ,           |
| Paysage culturel et vestiges archéologiques de la vallée de Bamiyan                               |                                                                                               | Bamiyan, Afghanistan 34° 49′ 55″ N, 67° 49′ 36″ E                                                                 | Culturel : (i), (ii), (iii), (iv), (vi) | 159                     | 2003      | 2003             | Faible conservation à la suite de leur abandon, actions militaires et explosions de dynamite ; pouvant causer des dégâts irréparables. | ,           |
| Coro et son Port                                                                                  |                                                                                               | Falcón, Venezuela 11° 25′ N, 69° 40′ O                                                                            | Culturel : (iv), (v)                    | 107                     | 1993      | 2005             | Dégâts sur un grand nombre de structures par suite des fortes pluies qui sont survenues en novembre 2004 et février 2005, ainsi que la construction de nouveaux monuments entre autres, qui ont un impact considérable sur le site.                                     | ,           |
| Monuments médiévaux au Kosovo                                                                     |                                                                                               | Kosovo 42° 39′ 40″ N, 20° 15′ 56″ E                                                                               | Culturel : (ii), (iii), (iv)            | 2,88                    | 2004      | 2006             | Manque de protection et de moyens légaux ; instabilité et insécurité politiques. | ,           |
| Parc national du Niokolo-Koba                                                                     |                                                                                               | Région de Tambacounda et Région de Kédougou, Sénégal 13° 00′ N, 12° 40′ O                                         | Naturel : (x)                           | 913 000                 | 1981      | 2007             | Dégradation de propriété, faible population animale et problèmes liés au Gambie. | ,           |
| Ville archéologique de Samarra                                                                    |                                                                                               | Salah ad Din, Irak 34° 12′ N, 43° 52′ E                                                                           | Culturel : (ii), (iii), (iv)            | 15 058                  | 2007      | 2007             | Situation incontrôlable liée à la guerre d'Irak. | ,           |
| Parc national des Everglades                                                                      |                                                                                               | Floride, États-Unis 25° 19′ N, 80° 56′ O                                                                          | Naturel : (viii), (ix), (x)             | 592 920                 | 1979      | 1993–2007, 2010- | Dégâts qui ont fait suite à l'ouragan Andrew et la détérioration du débit de l'eau et de sa qualité due au développement agricole et urbain (1993); la dégradation continue du site à entraîné la diminution de l'habitat marin et le déclin des espèces marines (2010) | ,           |
| Réserve de la biosphère Río Plátano                                                               |                                                                                               | La Mosquitia, Honduras 15° 44′ 40″ N, 84° 40′ 30″ O                                                               | Naturel : (vii), (viii), (ix), (x)      | 0                       | 1982      | 1996–2007, 2011  | Occupations illégales ; détériorations. | ,           |
| Patrimoine des forêts tropicales ombrophiles de Sumatra                                           |                                                                                               | Sumatra, Indonésie 2° 30′ S, 101° 30′ E                                                                           | Naturel : (vii), (ix), (x)              | 2 595 124               | 2004      | 2011             | | ,           |
| Fortifications de la côte caraïbe du Panama : Portobelo, San Lorenzo                              |                                                                                               | Colón, Panama 9° 33′ 14″ N, 79° 39′ 21″ O                                                                         | Culturel : (i), (iv)                    |                         | 1980      | 2012             | Dégradation | [ 48 ]      |
| Tombeau des Askia                                                                                 |                                                                                               | Région de Gao, Mali 16° 17′ 23″ N, 0° 02′ 40″ E                                                                   | Culturel : (ii), (iii), (iv)            | 4,24 ha                 | 2004      | 2012             | Dégradations dues à la guerre | [ 49 ]      |
| Ancienne ville d'Alep                                                                             |                                                                                               | Alep, Syrie 36° 13′ 59″ nord, 37° 10′ 01″ est                                                                     | Culturel, (iii), (iv)                   | 364                     | 1986      | 2013             | Guerre civile syrienne | [ 50 ]      |
| Ancienne ville de Bosra                                                                           |                                                                                               | Deraa Syrie 32° 31′ 05″ nord, 36° 28′ 55″ est                                                                     | Culturel, (i), (iii), (vi)              |                         | 1980      | 2013             | Guerre civile syrienne | [ 51 ]      |
| Ancienne ville de Damas                                                                           |                                                                                               | Damas, Syrie 33° 30′ 40″ nord, 36° 18′ 22″ est                                                                    | Culturel, (i), (ii), (iii), (iv), (vi)  | 86                      | 1979      | 2013             | Guerre civile syrienne | [ 52 ]      |
| Villages antiques du Nord de la Syrie                                                             |                                                                                               | Alep et Idleb, Syrie 36° 20′ 02″ nord, 36° 50′ 38″ est                                                            | Culturel, (iii), (iv), (v)              | 12 290                  | 2011      | 2013             | Guerre civile syrienne | [ 53 ]      |
| Krak des Chevaliers et Qal'at Salah El-Din                                                        |                                                                                               | Homs, Lattaquié, Syrie 34° 46′ 55″ nord, 36° 15′ 47″ est                                                          | Culturel, (ii), (iv)                    | 8,87                    | 2006      | 2013             | Guerre civile syrienne | [ 54 ]      |
| Rennell Est                                                                                       |                                                                                               | Rennell et Bellona, Îles Salomon 11° 40′ 59″ S, 160° 19′ 59″ E                                                    | Naturel : (ix)                          | 37 000                  | 1998      | 2013             | Exploitation forestière. | ,           |
| Site de Palmyre                                                                                   |                                                                                               | Homs, Syrie 34° 33′ 14″ nord, 38° 16′ 01″ est                                                                     | Culturel, (i), (ii), (iv)               | 0,36                    | 1980      | 2013             | Guerre civile syrienne | [ 57 ]      |
| Ville de Potosí                                                                                   |                                                                                               | Potosí, Bolivie 19° 35′ 02″ sud, 65° 45′ 11″ ouest                                                                | Culturel (ii), (iv), (vi)               |                         | 1987      | 2014             | | [ 58 ]      |
| Palestine : terre des oliviers et des vignes – Paysage culturel du sud de Jérusalem, Battir       |                                                                                               | Cisjordanie Palestine 31° 43′ 11″ N, 37° 07′ 50″ E                                                                | Naturel : (ix), (x)                     | 348,83 ha               | 2014      | 2014             | | [ 59 ]      |
| Réserve de gibier de Selous                                                                       |                                                                                               | Tanzanie 9° 00′ 00″ S, 37° 23′ 60″ E                                                                              | Naturel : (ix), (x)                     |                         | 1982      | 2014             | | [ 60 ]      |
| Hatra                                                                                             |                                                                                               | Ninawa, Irak 35° 35′ 17″ nord, 42° 43′ 05″ est                                                                    | Culturel : (ii), (iii), (iv), (vi)      | 324                     | 1985      | 2015             | Guerre civile | ,           |
| Vieille ville de Sana'a                                                                           |                                                                                               | Sanaa, Yémen 15° 21′ 22″ nord, 44° 12′ 29″ est                                                                    | Culturel : (iv), (v), (vi)              |                         | 1986      | 2015             | Guerre civile | ,           |
| Ancienne ville de Shibam et son mur d'enceinte                                                    |                                                                                               | Hadramaout, Yémen 15° 55′ 37″ nord, 48° 37′ 37″ est                                                               | Culturel : (iii), (iv), (v)             |                         | 1982      | 2015             | Guerre civile | ,           |
| Site archéologique de Cyrène                                                                      |                                                                                               | Jabal al Akhdar, Libye 32° 49′ 30″ nord, 21° 51′ 29″ est                                                          | Culturel : (ii), (iii), (vi)            |                         | 1982      | 2016             | Dégâts subis et risques encourus en lien avec le conflit qui affecte le pays | [ 66 ]      |
| Site archéologique de Leptis Magna                                                                |                                                                                               | Al Mourqoub, Libye 32° 38′ 17″ nord, 14° 17′ 35″ est                                                              | Culturel : (i), (ii), (iii)             |                         | 1982      | 2016             | Dégâts subis et risques encourus en lien avec le conflit qui affecte le pays | [ 66 ]      |
| Site archéologique de Sabratha                                                                    |                                                                                               | Az Zaouiyah, Libye 32° 48′ 18″ nord, 12° 29′ 06″ est                                                              | Culturel : (iii)                        |                         | 1982      | 2016             | Dégâts subis et risques encourus en lien avec le conflit qui affecte le pays | [ 66 ]      |
| Centre historique de Shakhrisyabz                                                                 |                                                                                               | Kachkadaria, Ouzbékistan 39° 03′ 00″ nord, 66° 49′ 59″ est                                                        | Culturel : (iii), (iv)                  | 240                     | 2000      | 2016             | Développement des infrastructures touristiques | [ 67 ]      |
| Nan Madol : centre cérémoniel de la Micronésie orientale                                          |                                                                                               | Pohnpei, États fédérés de Micronésie 6° 50′ 41″ nord, 158° 20′ 06″ est                                            | Culturel : (i), (iii), (iv), (vi)       | 76,7                    | 2016      | 2016             | Envasement des voies navigables | [ 68 ]      |
| Villes anciennes de Djenné                                                                        |                                                                                               | Mopti, Mali 13° 54′ 22″ nord, 4° 33′ 18″ ouest                                                                    | Culturel : (iii), (iv)                  |                         | 1988      | 2016             | Insécurité dans la région | [ 69 ]      |
| Sites rupestres du Tadrart Acacus                                                                 |                                                                                               | Ghat, Libye 24° 49′ 59″ nord, 10° 19′ 59″ est                                                                     | Culturel : (iii)                        |                         | 1985      | 2016             | Dégâts subis et risques encourus en lien avec le conflit qui affecte le pays | [ 66 ]      |
| Centre historique de Vienne                                                                       |                                                                                               | Vienne, Autriche                                                                                                  | Culturel : (iii) (iv) (vi)              | 371 ha                  | 2001      | 2017             | Projets de construction de grande hauteur dans le centre de la capitale autrichienne | [ 70 ]      |
| Vieille ville d'Hébron / Al-Khalil                                                                |                                                                                               | Hébron, Palestine                                                                                                 | Culturel : (ii) (iv) (vi)               | 20,6 ha                 | 2017      | 2017             | Conflit israélo-palestinien | [ 71 ]      |
| Parcs nationaux du Lac Turkana                                                                    |                                                                                               | Marsabit et Turkana, Kenya 3° 03′ 04″ nord, 36° 30′ 14″ est                                                       | Naturel : (viii) (x)                    | 161 485 ha              | 1997      | 2018             | Construction d'un barrage | [ 72 ]      |
| Îles et aires protégées du golfe de Californie                                                    |                                                                                               | Basse-Californie, Basse-Californie du Sud, Nayarit, Sinaloa, Sonora, Mexique 27° 37′ 37″ nord, 112° 32′ 46″ ouest | Naturel : (vii), (ix), (x)              | 688 558 ha              | 2005      | 2019             | Extinction imminente de la vaquita | [ 73 ]      |
| Paysage minier de Roșia Montană                                                                   |                                                                                               | Alba, Roumanie 46° 18′ 22″ nord, 23° 07′ 50″ est                                                                  | Culturel : (ii), (iii), (iv)            |                         | 2021      | 2021             | Projets de reprise d'exploitation minière | [ 74 ]      |
| Hauts lieux de l'ancien royaume de Saba, Marib                                                    |                                                                                               | Ma'rib, Yémen 15° 25′ 01″ nord, 45° 19′ 59″ est                                                                   | Culturel : (iii), (iv)                  | 375,29                  | 2023      | 2023             | Menaces de destruction liées au conflit en cours. | [ 75 ]      |
| Foire internationale Rachid Karameh-Tripoli                                                       |                                                                                               | Nord, Liban 34° 26′ 17″ nord, 35° 49′ 51″ est                                                                     | Culturel : (ii), (iv)                   | 72                      | 2023      | 2023             | État de conservation alarmant, manque de ressources financières pour son entretien et risque latent de propositions d'aménagement qui pourraient porter atteinte à l'intégrité du complexe.                                                                             | [ 76 ]      |
| Le centre historique (uk) d'Odesa                                                                 |                                                                                               | Odessa, Ukraine 46° 29′ 11″ nord, 30° 44′ 40″ est                                                                 | Culturel : (ii), (iv)                   |                         | 2023      | 2023             | Menaces de destruction en raison de l'invasion de l'Ukraine par la Russie | [ 77 ]      |
| Kyiv : cathédrale Sainte-Sophie et ensemble des bâtiments monastiques et laure de Kievo-Petchersk |                                                                                               | Kiev, Ukraine 50° 27′ 09,288″ nord, 30° 31′ 00,7″ est                                                             | Culturel : (i), (ii), (iii), (iv)       | 28,52                   | 1990      | 2023             | Menaces de destruction en raison de l'invasion de l'Ukraine par la Russie | [ 78 ]      |
| Lviv - ensemble du centre historique                                                              |                                                                                               | Lviv, Ukraine 49° 50′ 29,87″ nord, 24° 01′ 55,13″ est                                                             | Culturel : (ii), (v)                    | 120                     | 1998      | 2023             | Menaces de destruction en raison de l'invasion de l'Ukraine par la Russie | [ 78 ]      |
| Monastère de Saint Hilarion/ Tell Umm Amer                                                        |                                                                                               | Deir el-Balah, Palestine 31° 26′ 50,3″ nord, 34° 21′ 58,9″ est                                                    | Culturel : (ii), (iii), (vi)            | 1,3293                  | 2024      | 2024             | Menaces de destruction dans le contexte du conflit entre Israël et le Hamas dans la bande de Gaza | [ 79 ]      |

## Sites anciennement listés
Sites ayant été considérés comme menacés par l'UNESCO et qui, grâce aux efforts de gestion et de conservation entrepris, ont pu être retirés de la liste. Les années indiquées correspondent à la date d'inscription suivie de la date de retrait de la liste du patrimoine mondial en péril.
- 1979–2003 : Contrée naturelle et culturo-historique de Kotor ( Monténégro)
- 1984–1988 : Parc national des oiseaux du Djoudj ( Sénégal)
- 1984–1989 : Zone de conservation de Ngorongoro ( Tanzanie)
- 1985–2007 : Palais royaux d'Abomey ( Bénin)
- 1988–2004 : Fort de Bahla ( Oman)
- 1989–1998 : Mines de sel de Wieliczka ( Pologne)
- 1991–1998 : Vieille ville de Dubrovnik ( Croatie)
- 1992–1997 : Parc national des lacs de Plitvice ( Croatie)
- 1992–2003 : Réserve naturelle de Srébarna ( Bulgarie)
- 1992–2004 : Angkor ( Cambodge)
- 1992–2005 : Parc national Sangay ( Équateur)
- 1992-2011 : Sanctuaire de faune de Manas ( Inde)
- 1993–2007 : Parc national des Everglades ( États-Unis)
- 1995–2003 : Parc national de Yellowstone ( États-Unis)
- 1996–2006 : Parc national de l'Ichkeul ( Tunisie)
- 1996-2017 : Parc national du Simien ( Éthiopie)[80]
- 1997–2005 : Butrint ( Albanie)
- 1999–2001 : Parc national d'Iguaçu ( Brésil)
- 1999–2004 : Monts Rwenzori ( Ouganda)
- 1999–2006 : Ensemble monumental de Hampi ( Inde)
- 2000–2006 : Parc national des oiseaux du Djoudj ( Sénégal)
- 2000-2012 : Fort et Jardins de Shalimar à Lahore ( Pakistan)
- 2001-2012 : Rizières en terrasses des cordillères ( Philippines)
- 2002–2006 : Tipasa ( Algérie)
- 2003–2007 : Vallée de Katmandou ( Népal)
- 2003-2009 : La cité fortifiée de Bakou avec le palais des Chahs de Chirvan et la tour de la Vierge ( Azerbaïdjan)
- 2003-2017 : Parc national de la Comoé ( Côte d'Ivoire)[81]
- 2004–2006 : Cathédrale de Cologne ( Allemagne)
- 2004-2013 : Bam et son paysage culturel ( Iran)
- 2004-2014 : Ruines de Kilwa Kisiwani et de Songo Mnara ( Tanzanie)
- 2005-2019 : Usines de salpêtre de Humberstone et de Santa Laura ( Chili)[82]
- 2007–2010 : Îles Galápagos ( Équateur)
- 2009-2015 : Parc national naturel Los Katíos[83] ( Colombie)
- 2009-2016 : Monuments historiques de Mtskheta[84] ( Géorgie)
- 2009-2018 : Réseau de réserves du récif de la barrière du Belize ( Belize)[85]
- 2010-2017 : Monastère de Ghélati ( Géorgie)[86]
- 2012-2019 : Lieu de naissance de Jésus : l’église de la Nativité et la route de pèlerinage, Bethléem ( Palestine)[87]
- 1999-2021  : Parc national de la Salonga ( République démocratique du Congo)[88]
- 2010-2023  : Tombeaux des rois du Buganda à Kasubi ( Ouganda)[89]
- 2007-2024  : Parc national du Niokolo-Koba ( Sénégal)[90]
- 2010-2025 : Forêts humides de l'Atsinanana ( Madagascar)[91]
- 2001-2025 : Abou Mena ( Égypte)[91]
- 2016-2025 : Ancienne ville de Ghadamès ( Libye)[91]

## Sites retirés
Selon la Convention de 1972, un site qui a perdu les caractéristiques qui conviennent aux critères d'inscription sur la Liste du patrimoine mondial ou qui n'est plus en péril grâce aux changements de l'environnement ou mesures de protection peut être retiré de cette liste par le Comité du patrimoine mondial. Le Comité peut aussi décider de le retirer à la fois de la Liste du patrimoine mondial en péril et de la Liste du patrimoine mondial.
Liste des sites déjà retirés :
- 2007 : Sanctuaire de l'oryx arabe ( Oman)
- 2009 : Vallée de l'Elbe à Dresde ( Allemagne)
- 2017 : Cathédrale de Bagrati ( Géorgie), faisait partie du bien Cathédrale de Bagrati et Monastère de Ghélati)[86]
- 2021 : Liverpool — Port marchand[92] ( Royaume-Uni)

## Rapports annuels
Rapports de l'UNESCO
- (en) « World Heritage Committee: Eighth session »
- (en) « World Heritage Committee: Sixteenth session »
- (en) « World Heritage Committee: Twentieth session »
- (en) « World Heritage Committee: Twenty-first session »
- (en) « World Heritage Committee: Twenty-third session »
- (en) « World Heritage Committee: Twenty-fourth session »
- (en) « World Heritage Committee: Twenty-fifth session »
- (en) « World Heritage Committee: Twenty-seventh session »
- (en) « World Heritage Committee: Twenty-eighth session »
- (en) « World Heritage Committee: Twenty-ninth session »
- (en) « World Heritage Committee: Thirtieth session »
- (en) « World Heritage Committee: Thirty-first session »
- (en) « World Heritage Committee: Thirty-third session »
- (en) « World Heritage Committee: Thirty-fourth session »